# Citronspindling
Citronspindling (Cortinarius citrinus) är en svampart som beskrevs av J.E. Lange ex P.D. Orton 1960. Citronspindling ingår i släktet Cortinarius och familjen spindlingar.  Arten är reproducerande i Sverige. Inga underarter finns listade i Catalogue of Life.